# Rachid Meziane
Rachid Meziane (Clermont-Ferrand, 10 februari 1980) is een Frans voormalig basketbalspeler en actief basketbalcoach. Sinds 2025 is hij trainer van Connecticut Sun in de WNBA. Daarvoor was hij bondscoach van het Belgisch nationaal vrouwenteam Belgian Cats, waarmee hij in 2023 Europees kampioen werd.

## Coach
Na zes jaar assistent te zijn geweest van Aldo Corno bij Challes, werd hij in 2012 coach van Nice, eerst in de LF2 en daarna in de LFB. Ondanks zijn degradatie naar Ligue 2 in het seizoen 2014-2015, werd hij behouden door Nice en promoveerde hij terug naar de elite voor het LFB-seizoen 2015-2016. Nice verraste iedereen met vijf overwinningen op rij aan het begin van het seizoen, waarbij Rachid Meziane uitlegde: "Twee jaar geleden hebben we zeven spelers aangetrokken. Dit seizoen besloot ik om minder spelers aan te trekken en me te beperken tot vijf die al hadden gepresteerd in de LFB om de belangrijkste vijf te vormen. Samen met Gregory Muntzer (zijn assistent) hebben we veel gescout om deze spelers te kiezen. Daarna konden we de spelers van vorig seizoen behouden die we wilden behouden en jonge spelers uit ons trainingscentrum integreren. Dit heeft een vrij natuurlijke hiërarchie van posities binnen het team gecreëerd (...) Op de korte termijn moeten we het lifteffect stoppen en het eerste team in de LFB stabiliseren (...) Op de middellange termijn willen we een betrouwbare kracht in de divisie worden en ik denk dat een stad als Nice Eurocoupe verdient. Na zijn kwalificatie voor Europa werd hij in de zomer van 2016 herbenoemd voor nog eens twee seizoenen. In de zomer van 2017 ging hij aan de slag bij Montpellier, maar werd een paar weken na zijn tweede seizoen bij de club ontslagen vanwege conflicten met het management. Hij verving Frédéric Dusart bij Entente sportive Basket de Villeneuve-d'Ascq - Lille Métropole in het voorjaar van 2019 en zorgde ervoor dat de club overleefde in de LFB.
Na een goede start van het seizoen 2022-2023 werd hij in december 2022 bij Entente sportive Basket de Villeneuve-d'Ascq - Lille Métropole met drie seizoenen verlengd.
Sinds 2025 is Meziane hoofdcoach van Connecticut Sun in de Amerikaanse WNBA-competitie.

## Bondscoach
Van 2014 tot 2021 was Meziane assistent-coach van het Franse team onder leiding van Valérie Garnier, verantwoordelijk voor videoanalyse. in die periode behaalde het team zilver op het EK 2015, het EK 2017, het EK 2019 en het EK 2021 en brons op de Olympische Zomerspelen in Tokio. In januari 2022 werd hij aangesteld als assistent-coach van Valéry Demory, de nieuwe coach van de Belgische nationale vrouwenploeg, en in november 2022, toen Demory werd ontslagen, werd hij hoofdcoach van de nationale ploeg. Meziane kreeg een contract tot 2024. In juni 2023 werd hij met de Belgian Cats Europees kampioen. Op de Olympische Zomerspelen van Parijs in 2024 viel het Belgisch team met een vierde plaats net buiten de medailles. Nadat Meziane een contract tekende bij Connecticut Sun in de WNBA, werd de optie open gehouden om hem daarnaast als bondscoach te houden. De Belgische bond besloot finaal in januari 2025 om met de Amerikaan Mike Thibault als nieuwe bondscoach verder te gaan.